# سي تاون (محلات تجارية)
سي تاون (بالإنجليزية: CTown Supermarket) هي محلات السوبر ماركت المملوكة والمدارة بشكل مستقل والتي تعمل في شمال شرق الولايات المتحدة وفي عمان، الأردن.

## وصلات خارجية
- الموقع الرسمي